# Jacob Calmeyer
Jacob Mathias Calmeyer (født 30. oktober 1802 på Fredrikshald, død 3. august 1883 i Kristiania) var en norsk maler.
Calmeyer kom 1821 til København, hvor han var elev af Eckersberg; 1830—31 studerede han under professor Dahl i Dresden. Efter at have boet dels i Norge, dels i København og Stockholm tog han fra 1859 fast ophold i Norge. Som ung malede han mest portrætter, ofte med indtrængende og åndfuld karakteristik, senere mest romantiske, norske landskaber med vandfald og klipper, omhyggelig og tørt malet. I sine senere år var han lidet produktiv.